# Liên minh giữa Thụy Điển và Na Uy
Liên minh cá nhân giữa Thụy Điển và Na Uy (tiếng Thụy Điển: Svensk-norska unionen; tiếng Na Uy: Den svensk-norske union), có tên chính thức Vương quốc Liên hiệp Thụy Điển và Na Uy, là một liên minh cá nhân của 2 vương quốc riêng biệt Thụy Điển và Na Uy dưới một quân vương chung và một chính sách đối ngoại chung 1814-1905, trước khi Thụy Điển chấp nhận Na Uy rời khỏi liên minh.
Cả hai nước giữ hiến pháp, pháp luật, cơ quan lập pháp, cơ quan hành chính, nhà thờ nhà nước, lực lượng vũ trang, các đồng tiền riêng biệt; nhà vua chủ yếu cư trú tại Stockholm, nơi các đại diện ngoại giao nước ngoài có trụ sở. Chính phủ Na Uy đã được chủ trì bởi phó vương: Người Thụy Điển cho đến năm 1829, người Na Uy cho đến năm 1856. Cơ quan này sau đó đã bị bỏ trống và hủy bỏ vào năm 1873. Chính sách ngoại giao được tiến hành thông qua Bộ Ngoại giao Thụy Điển cho đến khi Liên minh bị giải thể trong năm 1905.
Na Uy đã từng có một liên minh chặt chẽ hơn với Đan Mạch, nhưng liên minh của Đan Mạch-Na Uy với Pháp của Napoleon làm cho Vương quốc Anh và đế quốc Nga đồng ý với việc sáp nhập Na Uy vào Thụy Điển để đền bù cho việc mất Phần Lan vào tay Nga trong năm 1809 và coi đây là một phần thưởng cho việc gia nhập liên minh chống lại Napoleon. Trong Hiệp ước Kiel vào năm 1814, nhà vua của Đan Mạch-Na Uy đã buộc phải nhường lại Na Uy cho vua của Thụy Điển. Nhưng Na Uy từ chối tuân theo các điều khoản của hiệp ước, tuyên bố độc lập, và triệu tập một hội đồng lập hiến ở Eidsvoll.
Sau khi thông qua Hiến pháp mới của Na Uy vào ngày 17 tháng 5 năm 1814, Hoàng tử Christian Frederick được bầu làm vua. Chiến tranh Thụy Điển-Na Uy tiếp theo (1814) và Công ước của Moss buộc Christian Frederick phải thoái vị sau khi một phiên họp bất thường của Quốc hội Na Uy, Storting, sửa đổi Hiến pháp để cho phép cho một liên minh cá nhân với Thụy Điển. Vào ngày 4 tháng 11, Storting bầu Charles XIII làm Vua của Na Uy, qua đó khẳng định Liên minh. Sự khác biệt tiếp tục giữa hai nước dẫn đến sự thất bại để tạo ra một dịch vụ lãnh sự Na Uy riêng biệt và sau đó, trên 07 tháng 6 năm 1905, Storting tuyên bố đơn phương độc lập. Thụy Điển chấp nhận việc giải thể của Liên minh vào ngày 26 tháng 10. Sau một cuộc trưng cầu dân ý chấp nhận cuộc bầu cử Hoàng tử Karl của Đan Mạch làm vị vua mới của Na Uy, ông chấp nhận việc dâng ngai vàng của Storting vào ngày 18 tháng 11 và lấy vương hiệu Haakon VII.